# Хенке, Карл Людвиг
Карл Людвиг Хенке (нем. Karl Ludwig Hencke; 8 апреля 1793, Дризен, — 21 сентября 1866, Мариенвердер) — немецкий астроном-любитель.

## Биография
| 5 Астрея | 8 декабря, 1845 |
| 6 Геба   | 1 июля, 1847    |

Хенке открыл два астероида. Первый, 5 Астрея, примечателен тем, что это был первый астероид, открытый после того, как в 1807 году был обнаружен последний астероид из первой четверки 4 Веста. Другие астрономы оставили дальнейшие поиски астероидов, будучи убеждены, что астероидов всего четыре. Однако в 1830 году Хенке начал свои поиски, и пятнадцать лет спустя они увенчались успехом.
Астероид 2005 Хенке назван в его честь.